# Гинье, Анна де
А́нна де Гинье́ (фр. Anne de Guigné; 25 апреля 1911, Анси-ле-Вьё, Верхняя Савойя, Франция — 14 января 1922, Канны, Приморские Альпы, Франция) — французская девочка, получившая известность своей благочестивой жизнью. В возрасте 4 лет после смерти отца пережила внутреннее обращение и начала вести интенсивную духовную жизнь. Скончалась в возрасте 10 лет от менингита. В настоящее время продолжается процесс её беатификации. Папой Иоанном Павлом II её добродетели были признаны героическими, а сама Анна — провозглашена досточтимой.

## Биография
Анна де Гинье родилась 25 апреля 1911 года в городе Анси-ле-Вьё в Верхней Савойе в зажиточной семье. Её отцом был граф Жак де Гинье, а матерью — Антуанетта, урождённая де Шаретт, родственница французского роялиста Франсуа де Шаретта. Среди её предков был король Людовик Святой. Анна была старшей из четырёх детей, и в возрасте 4 лет была непослушной и грубой.
Её внутреннее обращение произошло после гибели отца на фронте 29 июля 1915 года. Мать сказала ей, что если она желает её утешить, она должна измениться и стать послушной. Анна решила, что так и поступит. С этого времени начались её молитвы и жертвы Богу с просьбой об изменении характера. Она боролась с неприятными чертами своего характера и молилась, причём не только по молитвеннику, который выучила наизусть, но и своими словами. Путь к святости Анна отражала в своих заметках, изменения в девочке стали замечать её родственники и знакомые. В 5 лет Анна приступила к первому причастию, к которому тщательно готовилась. Ввиду возраста ей пришлось пройти экзамен у епископа на предмет того, понимает ли она значение таинства Евхаристии, и епископ признал её познания блестящими и более глубокими, чем у многих взрослых. Анна также выражала своё намерение в будущем стать монахиней.
Анна заболела менингитом и терпеливо переносила свою болезнь. Перед смертью она спросила у монахини, сидевшей с ней, можно ли ей пойти с ангелами. Монахиня ответила: «Да, моя маленькая девочка». Анна де Гинье скончалась 14 января 1922 года.

## Беатификация
Первая статья об Анне де Гинье была написана вскоре после её смерти и имела большой успех: она была издана тиражом более 100 тысяч экземпляров и спонтанно переведена на множество языков. Поскольку уже несколько лет продолжалось народное почитание Анны, 21 января 1932 года епископ Анси начал процесс её беатификации. 3 марта 1990 года Папой Иоанном Павлом II её добродетели были признаны героическими. В настоящее время ожидается чудо по её заступничеству, после которого девочка будет признана блаженной.